# Johannes C. Achelis

Johannes C. Achelis

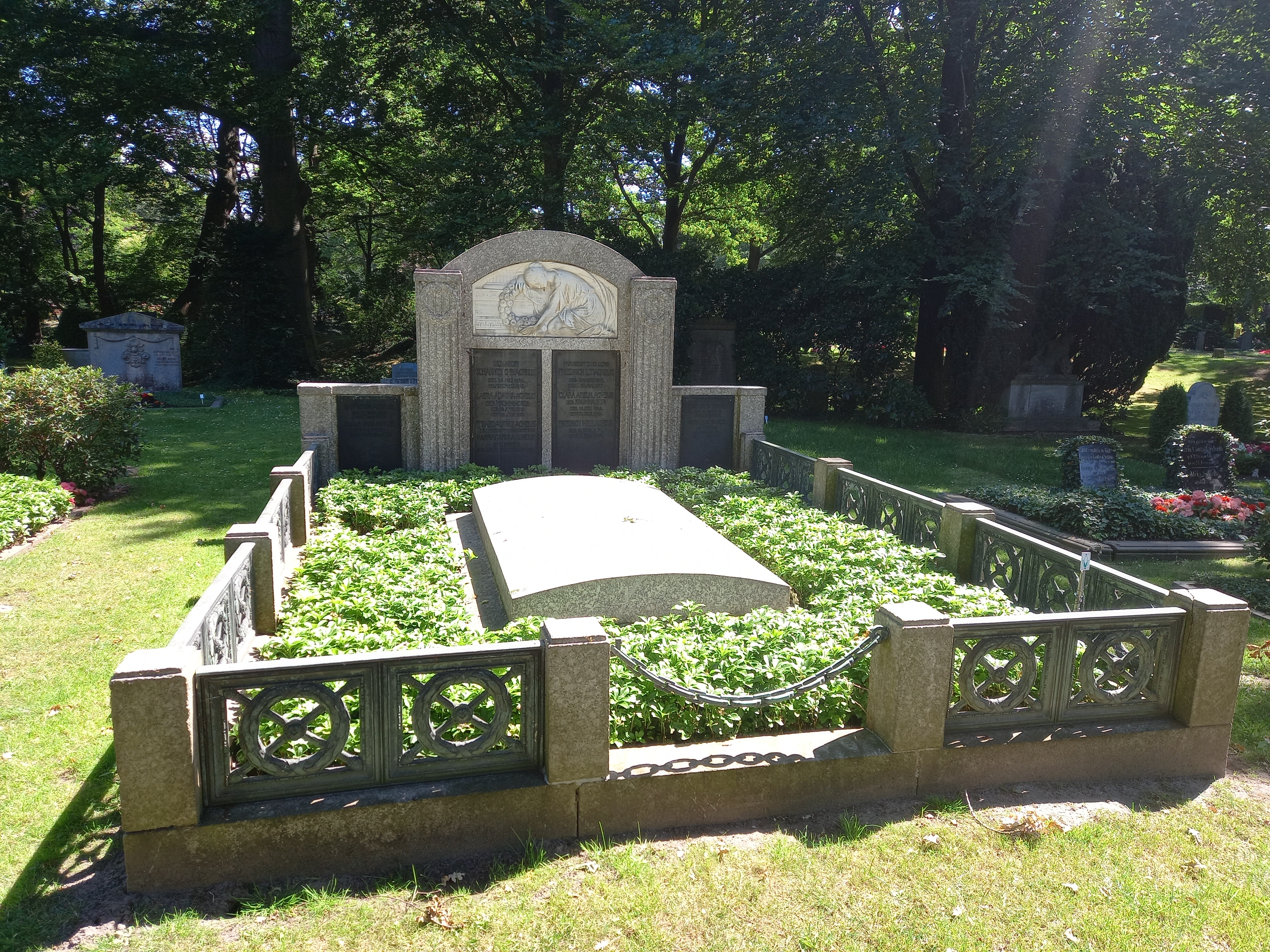
Das Grab von Johannes C. Achelis und seiner Ehefrau Laura Alwine geborene Krummacher im Familiengrab Achelis auf dem Riensberger Friedhof in Bremen

Johannes Christoph Achelis (* 24. Juli 1836 in Bremen; † 18. November 1913 in Bremen) war ein deutscher Kaufmann und Unternehmer. Er war Mitglied der Bremer Bürgerschaft und von 1891 bis 1907 Bremer Senator.

## Biografie

### Ausbildung, Kaufmann und Unternehmer
Achelis kam aus einer Lohgerber-, Kaufmanns- und Gelehrtenfamilie, die aus Rostock stammte und im 17. Jahrhundert in Bremen eingewandert war. Sein Vater war der Kaufmann und Reeder, Konsul Johann Achelis (1799–1869), der unter anderem in Bremen im Tabak-Import/Export und -Handel tätig war, ab 1832 einen eigenen Schoner bereederte und ab 1840 ein eigenes Packhaus an der Diepenau im Stephaniviertel betrieb. Er besuchte die damalige Bremer Gelehrtenschule, das spätere Alte Gymnasium. Anschließend absolvierte er ab April 1852 eine Kaufmannslehre in dem Geschäft B. Grovermann & Co., dessen Inhaber, Carl Bartholomäus Ulrichs, ein Vetter seines Vaters war. Nach Abschluss seiner Lehrzeit reiste er im März 1856 nach New York, um sich in den Vereinigten Staaten Kenntnisse im Tabakhandel zu erwerben. Im Juni 1858 kehrte Achelis nach Bremen zurück und ging wenige Wochen später nach Sankt Petersburg, wo er für das väterliche Geschäft, das Tabak-Handelshaus Johann Achelis, tätig wurde.
Ab Juni 1859 arbeitete Achelis in Bremen in der väterlichen Firma und wurde zum Jahresbeginn 1861 Teilhaber. 1866 trat auch sein jüngerer Bruder Fritz Achelis in das Handelshaus ein, das fortan als Johann Achelis & Söhne (später Joh. Achelis & Söhne GmbH & Co.) firmierte. Das Handelshaus gehörte zu den größten Tabak-Handelsgeschäften in Bremen. Nach dem Tod des Vaters im März 1869 führte er zusammen mit seinem Bruder Fritz die Firma weiter.

### Sonstige berufliche sowie ehrenamtliche Tätigkeit
Achelis betätigte sich in gemeinnützigen sowie in standesrechtlichen Vereinigungen, übernahm Ehrenämter und wurde später auch politisch tätig. Unter anderem wurde er 1860 ehrenamtlicher Diakon an der Kirche Unser Lieben Frauen in Bremen. Nach dem Tod seines Vaters wurde er 1869 an dessen Stelle zum Kaiserlich Russischen Vizekonsul ernannt und hatte dieses Amt bis 1891 inne. 1875 wurde er Mitglied der Handelskammer Bremen, im Jahr 1881 war er Präses der Handelskammer.
1881 gehörte er zu den vornehmlich aus bremischen Kaufleuten bestehenden Gründern der Deutschen Dampfschiffahrtsgesellschaft „Hansa“ (DDG „Hansa“). Zudem war er Mitglied und teils auch Vorsitzender in verschiedenen Aufsichtsräten, Gremien und Organisationen (unter anderem Ellener Hof und Hartmannshof, Bremer Bank, DDG Hansa). Er leitete die Bremer Abteilung der Deutschen Kolonialgesellschaft.

### Politische Tätigkeit, Senator
1872 wurde er für die 2. Klasse der Kaufleute zum Mitglied der Bremischen Bürgerschaft gewählt. Hier war er insbesondere im Tonnen- und Bakenamt und in der Deputation für die Korrektion der Unterweser und des Freihafens tätig. 1891 wurde er zum Senator in Bremen berufen und übte dieses Amt bis 1907 aus, als er es aus gesundheitlichen Gründen aufgeben musste. Er war einflussreich in allen wirtschaftspolitischen Fragen und Mitglied in den Deputationen für Handel, Schifffahrt, Häfen und Eisenbahnen.

### Familie, Nachleben
Achelis heiratete im Oktober 1861 Laura Alwine Krummacher (1839–1928), die älteste Tochter eines Arztes. Das Paar hatte fünf Kinder; der erstgeborene Johannes Eduard Christian Achelis (1862–?) wurde später Richter. Johannes C. Achelis starb 1913 nach langwieriger Erkrankung im Alter von 77 Jahren.

Sein Grab befindet sich auf dem Riensberger Friedhof in Bremen.
Ehrungen: Der Achelisweg in Bremen-Walle trägt den Namen seiner Familie.